# 蒙特迪诺韦
蒙特迪诺韦（義大利語：Montedinove）是意大利阿斯科利皮切诺省的一个市镇。总面积11.89平方公里，人口544人，人口密度45.8人/平方公里（2009年）。ISTAT代码为044034。